# John Keogh
John Keogh (Dublín, 1740 - Dublín, 1817) fou un activista irlandès que lluità pel reconeixement del dret a votar dels catòlics i repel·lir les lleis penals. Fou d'una família fosca i guanyà una considerable fortuna amb l'especulació del sòl, la cervesa i el comerç de seda. Tingué terres a Dublín, al Comtat de Sligo, al Comtat de Roscommon, i al Comtat de Leitrim, i pel 1790 tenia un ingrés del voltant de 6.000 lliures esterlines per any.
Es va involucrar pels drets catòlic romans a la dècada de 1780, quan fou membre del Comitè Catòlic en 1781. En 1784, Keogh s'uní al pla per l'Ulster i elements radicals de Dublín per fer força per aconseguir el sufragi catòlic, i per 1790 Keogh dirigí el Comitè Catòlic. Fou part d'una delegació que se li va negar una audiència per part del Senyor Tinent, i així que anaren a Anglaterra per fer la seua en la derogació de les lleis penals i l'ampliació de la votació als catòlics. Es van reunir amb els ministres del govern personalment, i reberen promeses, però, Senyor Kenmare va anul·lar tots els progressos.
Morí el 13 de novembre de 1817 a la capital irlandesa i fou enterrat al Cementiri i Església de St. Kevin, on es pot veure la seva tomba.